# Puchar USA 1995 w piłce nożnej
Puchar USA 1995- trzecia edycja turnieju towarzyskiego o Puchar USA odbyła się w 1995 w Stanach Zjednoczonych.

## Uczestnicy
W turnieju uczestniczyły cztery drużyny :
- Kolumbia
- Meksyk
- Nigeria
- Stany Zjednoczone

## Mecze
| 11 czerwca Foxborough |  | Stany Zjednoczone | 3 | - | 2 (2-2) | Nigeria |

| 17 czerwca Piscataway Stany Zjednoczone |  | Kolumbia | 1 | - | 0 (0-0) | Nigeria |

| 18 czerwca Waszyngton |  | Stany Zjednoczone | 4 | - | 0 (3-0) | Meksyk |

| 21 czerwca Waszyngton Stany Zjednoczone |  | Kolumbia | 0 | - | 0 | Meksyk |

| 24 czerwca Dallas |  | Nigeria | 1 | - | 2 (0-0) | Meksyk |

| 25 czerwca Piscataway |  | Stany Zjednoczone | 0 | - | 0 | Kolumbia |

## Tabela końcowa
| M | Reprezentacja     | L.m. | Zw. | Rem. | Por. | Bramki | R.br. | Pkt |
| 1 | Stany Zjednoczone | 3    | 2   | 1    | 0    | 7:2    | +5    | 7   |
| 2 | Kolumbia          | 3    | 1   | 2    | 0    | 1:0    | +1    | 5   |
| 3 | Meksyk            | 3    | 1   | 1    | 1    | 2:5    | -3    | 4   |
| 4 | Nigeria           | 3    | 0   | 0    | 3    | 3:6    | -3    | 0   |

Zwycięzcą turnieju o Puchar USA 1995 zostały  Stany Zjednoczone.